# Girl Model
Girl Model is een documentairefilm uit 2011 over een Amerikaanse modellenscout die freelance werkt voor een Russisch modellenbureau en aldoende de dertienjarige Siberische Nadya selecteert en voor modellenwerk naar Japan stuurt. De film werd geproduceerd, geregisseerd en bewerkt door David Redmon en Ashley Sabin. Eind 2012 werd de film in vijf cinemazalen gedraaid en bracht zo een zestien duizend euro op. De critici waren positief over de film, die ook een score van 93% heeft op de filmbeoordelingssite Rotten Tomatoes.

## Inhoud
De jonge Nadya uit Siberië gaat af op een screening georganiseerd door modellenscout Ashley Arbaugh in opdracht van het modellenbureau van Tigran Khachatrian. Die laatste getuigt dat arme Russische meisjes een kans geven zijn voornaamste beweegreden is. Nadya wordt uitverkoren en voor twee opdrachten die haar $ 6000 zullen opbrengen, geld dat haar arme familie dringend kan gebruiken, naar Japan gestuurd. Daar aangekomen blijken er nog helemaal geen opdrachten vast te staan. Wel loopt ze van casting naar casting om er één te pakken te krijgen. Als ze na een paar weken weer huiswaarts keert heeft ze 1500 dollar schuld bij het modellenbureau. In de epiloog wordt nog verteld dat ze hierna van school is gegaan en weer naar Japan is geweest, maar daarna nog steeds schulden had.

## Personages
- Ashley Arbaugh, een voormalig model dat jonge meisjes uitzoekt in Rusland.
- Nadya Vall, dertienjarig meisje uit Siberië dat voor modellenwerk naar Japan wordt gestuurd.
- Tigran Khachatrian, de baas van het modellenbureau waar Ashley als freelancer voor werkt.
- Madlen Nazarova, een veertienjarig model dat met Nadya een kamer betrekt in Japan.